# Madison Avenue (Band)
Madison Avenue war ein australisches Dance-Projekt aus Melbourne.

## Geschichte
DJ Andy Van aus Melbourne, der bereits als Remixer unter anderem für Tina Arena erfolgreich gewesen war und mit einem ARIA Award ausgezeichnet wurde, traf Ende der 1990er die Sängerin und Tänzerin Cheyne Coates. Zusammen gründeten sie das Projekt Madison Avenue.
Mit dem Song Don’t Call Me Baby hatten sie 1999 ihren Durchbruch in Australien und im Jahr darauf international. Nach Platz 2 in Australien mit Dreifachplatin-Status kam das Lied auf Platz 1 in Großbritannien und Neuseeland und erreichte die Spitze der US-Dancecharts. Daneben konnte es sich noch in vielen weiteren Ländern platzieren. Die zweite Single Who the Hell Are You? konnte daran anknüpfen, diesmal erreichte das Lied Platz 1 in Australien (Platin) und in den US-Dancecharts und immerhin noch Platz 10 in Großbritannien.
Mit dem Album The Polyester Embassy sowie zwei weiteren Singles konnte sich das Duo nur noch in ihrer Heimat in den Top Ten behaupten, danach blieb der Erfolg aus und sie trennten sich wieder. Van Dorsselaer war Mitte der 2000er mit der Band Vandalism in Australien erfolgreich.

## Diskografie
Alben
- 2000: The Polyester Embassy (Vicious Grooves / Sony Music)

Singles
- 1999: Don’t Call Me Baby
- 2000: Who the Hell Are You?
- 2000: Everything You Need
- 2001: Reminiscing